# 程贤章
程贤章（1932年—2013年1月25日），男，广东梅县人，生于印尼雅加达，归国华侨，中国作家，曾任广东文学院院长。